# The League
The League è una serie televisiva statunitense, creata dai coniugi Jeff Schaffer e Jackie Marcus Schaffer, e trasmessa per sette stagioni dal network FX.
La serie è una sit-com semi-improvvisata, ambientata nella città di Chicago, che racconta le storie di un gruppo di amici appassionati di fantafootball. Tra scommesse e liti sportive, viene raccontata l'amicizia di questi ragazzi, tra problemi personali e professionali.

## Programmazione
Negli Stati Uniti la serie va in onda su FX dal 29 ottobre 2009. Fino ad ora sono state prodotte quattro stagioni, con una quinta ed una sesta in produzione, che andranno in onda sul canale FXX. La serie è stata rinnovata per una settima ed ultima stagione in onda nel 2015.
In Italia la serie ha debuttato il 3 maggio 2011 sul canale satellitare FX, che ha trasmesso le prime due stagioni consecutivamente. Dal 2 luglio 2013 la serie è tornata in onda, a partire dalla prima stagione, sul canale Fox con il titolo Quelli che... il fantafootball e sono state trasmesse le stagioni tre e quattro in prima visione. Dal 4 febbraio 2015 il canale Fox Comedy trasmette per la prima volta la quinta stagione col titolo The League - Quelli che... il fantafootball; l'anno successivo la stessa rete trasmette la sesta stagione inedita.

## Episodi
| Stagione         | Episodi | Prima TV USA | Prima TV Italia |
| ---------------- | ------- | ------------ | --------------- |
| Prima stagione   | 6       | 2009         | 2011            |
| Seconda stagione | 13      | 2010         | 2011            |
| Terza stagione   | 13      | 2011         | 2014            |
| Quarta stagione  | 13      | 2012         | 2014            |
| Quinta stagione  | 13      | 2013         | 2015            |
| Sesta stagione   | 13      | 2014         | 2016            |
| Settima stagione | 13      | 2015         | 2016            |